# Циновский, Леонид Яковлевич
Леонид Яковлевич Циновский (7 [19] января 1894, Санкт-Петербург — 24 мая 1970, Москва) — российский драматург и поэт.

## Биография
Родился в крестьянской семье. В 1918 г. вступил в РКП(б). В 1925 г. окончил 2 курса Московского университета.

## Творчество
Начал публиковать стихи в периодической печати с 1918 г. Первый сборник «В путь» (стихи о революции и Гражданской войне) выпустил в 1921 г. (совместно с Д. Ершовым).
Автор комедий, пьес.

### Избранные произведения

#### Стихи
- В путь (1921)

#### Комедии
- Мизандронцев Л., Циновский Л. Я. Хряк : Муз. комедия в 7 карт. — М.: Теакинопечать, 1930. — 68 с. — 24 000 экз.
- Пикулев И., Циновский Л. Я. Ларчик : Комедия в 1 д. — М., 1940. — 59 с. — 2000 экз.
- Циновский Л. Я. Весенние ручьи : Бытовая комедия в 4-х д. — М.; Л.: изд-во МОДП и К, 1926. — 32 с. — (Союз революционных драматургов).
- Циновский Л. Я. Изюминка : Комедия в 3-х актах. — М.: Цедрам, 1935. — 59 с. — 2150 экз.

#### Пьесы
- Маковеев С., Циновский Л. Я. За индустриализацию. — М., 1930.
- Петрашкевич Н., Циновский Л. Я. Маску долой : Пьеса в 1 д. — М.; Л.: Искусство, 1937. — 20 с. — 10 000 экз. || . — М.: Крестьян. газ., 1937. — 12 с. — 14 900 экз. ||  / на удмурт. и рус. яз.; Пер. с рус.: С. П. Колесников. — Ижевск: Удмуртгосиздат, 1939. — 48 с. — 5000 экз.
- Петрашкевич Н., Циновский Л. Я. Ульяна : Драма в 3-х д. — М.: Искусство, 1939. — 92 с. — 550 экз.
- Циновский Л. Я. Взмет : Пьеса в 7 картинах. — М.: Крест. газета, 1931. — 24 с. — (Б-ка журн. «Деревенский театр». — Вып. 27 (80)). — 30 000 экз.
- Циновский Л. Я. 200 000 вольт : Героич. представление в 3-х актах с прологом и апофеозом. — М.; Л.: Огиз - Гос. изд-во худ. лит-ры, 1931. — 64 с. — 9000 экз.
- Циновский Л. Я. Живые ключи : Пьеса в 4-х д. — М.: Искусство, 1939. — 122 с.
- Циновский Л. Я. Инкубатор : Сценка. — М.: Крестьянская газета, 1930. — 15 с. — (Б-чка журн. «Дружные ребята»). — 30 000 экз.
- Циновский Л. Я. Победа : Драма в 3-х д. из гражданской войны 1918-1920 гг. — Петрозаводск: 2-я гос. тип., 1920. — 54 с.
- Циновский Л. Я. Расправа : Пьеса в 4-х актах. — М.; Л.: ГИХЛ, 1932. — 64 с. — 3000 экз. || Расправа : Драма в 4-х д., 7 карт. — М.: Цедрам, 1936. — 34 с. — 2150 экз.
- Циновский Л. Я. Сложный вопрос : Пьеса в 1-м д. — М.: Госкультпросветиздат, 1953. — 31 с. — (Б-чка «Худож. самодеятельность». — № 4). — 80 000 экз.
- Циновский Л. Я. Судьба : Драма в 4-х актах, 7 карт. — М.: Цедрам, 1936. — 38 с. — 190 экз.
- Циновский Л. Я. Так жил мой отец : Драм. этюд по рассказу А. С. Серафимовича «Сцепщик». — М., 1939. — 12 с. — 525 экз.